# Chanathip Songkrasin
Chanathip Songkrasin - em tailandês, ชนาธิป สรงกระสินธ์ (Nakhon Pathom, 5 de outubro de 1993) é um futebolista tailandês que atua como meia-atacante. Atualmente joga no BG Pathum United.

## Carreira
Chanathip (também conhecido por Jay) iniciou sua carreira profissional em 2012, no BEC Tero Sasana, quando foi promovido ao elenco principal pelo técnico Andrew Ord. Em 2013, chegou a ser oferecido ao Gamba Osaka, porém seguiu no BEC até 2016, sendo emprestado ao Muangthong United. Após 16 jogos e um gol, foi contratado em definitivo no mesmo ano.
Em 2016, o Consadole Sapporo anunciou a contratação do meia-atacante, que foi apresentado em janeiro do ano seguinte e permaneceu no Muangthong United até julho, quando foi integrado ao elenco do Consa, sendo o primeiro jogador tailandês a defender um clube profissional no Japão (antes de Chanathip, outros atletas de seu país defenderam equipes de nível semi-profissional ou amador). O primeiro gol do meia-atacante foi contra o Gamba Osaka, em março de 2018, e em julho assinou em definitivo com o Consadole, sendo um dos líderes na campanha que levou o clube ao 4º lugar (melhor posição final do Consa na primeira divisão japonesa) e integrou o onze ideal da temporada 2018, tornando-se o primeiro jogador nascido no Sudeste Asiático a obter a honraria.

## Carreira internacional

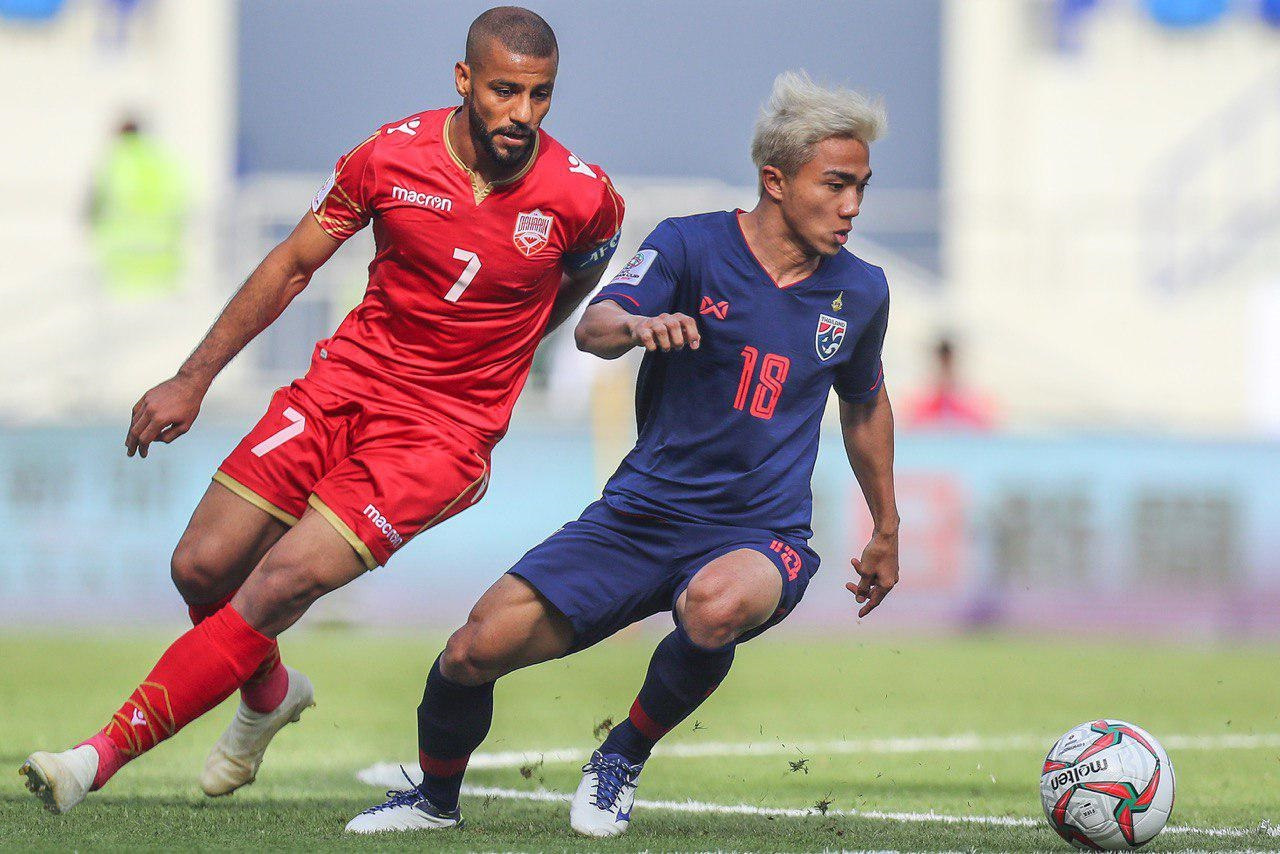
Chanathip durante o jogo entre seu país e o Bahrein, pela Copa da Ásia de 2019.

Pela Seleção Tailandesa, Chanathip estreou em 2012, e desde então atuou em 54 partidas, com 7 gols. Ele também acumula passagens pelas equipes de base do país, e integrou o elenco que disputou a Copa da Ásia de 2019, sendo o autor da vitória por 1 a 0 sobre o Bahrein.
O ponto alto de sua trajetória pela Seleção Tailandesa foi a conquista de 2 medalhas de ouro nos Jogos do Sudeste Asiático, em 2013 e 2015, além de um bicampeonato da Copa AFF Suzuki (2014 e 2016).

## Títulos
BEC Tero Sasana
- Copa da Liga Tailandesa: 1 (2014)

Muangthong United
- Campeonato Tailandês: 1 (2016)
- Copa da Liga Tailandesa: 1 (2016)
- Copa dos Campeões da Tailândia: 1 (2017)

BG Pathum United
- Copa da Liga Tailandesa: 1 (2023–24)

Seleção Tailandesa
- Copa AFF Suzuki: 3 (2014, 2016, e 2020)
- King's Cup: 2 (2016, 2024)
- Jogos do Sudeste Asiático:  (2013 e 2015)[nota 1]